# Mortdecai
Mortdecai es una película estadounidense de acción-comedia y cine policíaco, estrenada en 2015, escrita por Eric Aronson y dirigida por David Koepp. La película es una adaptación de la trilogía de libros de antología Mortdecai, escrita por Kyril Bonfiglioli. Está protagonizada por Johnny Depp en el papel principal y también cuenta con las actuaciones de Gwyneth Paltrow, Ewan McGregor, Paul Bettany y Olivia Munn. La película fue lanzada por Lionsgate el 23 de enero de 2015.

## Sinopsis
Haciendo malabarismos con el MI5 británico, su esposa "Johanna Piernas Largas", un terrorista internacional, un mafioso ruso y miembros de la Yakuza, el elegante comerciante de arte y pícaro a tiempo parcial Charlie Mortdecai (Johnny Depp) debe atravesar el mundo armado sólo con su buena apariencia y encanto especial en una carrera contra reloj para recuperar un cuadro de Francisco de Goya, La duquesa de Wellington, que ha sido robado y se rumorea contiene el código de una cuenta bancaria perdida llena de oro nazi.

## Reparto
- Johnny Depp como Charles Mortdecai.
- Gwyneth Paltrow como Johanna Mortdecai.
- Ewan McGregor como Inspector Martland.
- Olivia Munn como Georgina Krampf.
- Jonny Pasvolsky como Emil Strago.
- Paul Bettany como Jock Strapp.
- Jeff Goldblum
- Nicholas Farrell
- Aubrey Plaza como Paula.
- Oliver Platt como Barry.
- Ulrich Thomsen como Romanov.

## Producción
El rodaje y la producción comenzaron en 21 de octubre de 2013 en Londres. El 23 de abril de 2014, Lionsgate anunció que la película sería estrenada el 23 de enero de 2015.

## Curiosidades
- El cuadro de Goya que desencadena la acción (La duquesa de Wellington) no existe en realidad, y para recrearlo, la productora replicó con variaciones el Retrato de la Marquesa de Santa Cruz conservado en el Museo del Prado.

## Recepción

### Comercialización
Una foto de la película centrada en Johnny Depp fue revelada el 8 de mayo de 2014. El primer tráiler fue estrenado el 12 de agosto del mismo año.